# Walden II
Walden Two é um romance utópico escrito pelo psicólogo comportamental B. F. Skinner, publicado pela primeira vez em 1948. Naquela época, era considerado ficção científica, uma vez que não existiam métodos baseados na ciência para alterar o comportamento das pessoas. Esses métodos são agora conhecidos como análise do comportamento aplicada.
O livro causou polêmica pois seus personagens falam de uma rejeição ao livre-arbítrio, incluindo a rejeição da proposta de que o comportamento humano é controlado por uma entidade incorpórea, como um espírito ou uma alma. Abraça a proposição de que o comportamento dos organismos, incluindo os humanos, é determinado por variáveis ambientais, e que a alteração sistemática das variáveis ambientais pode gerar um sistema sociocultural que se aproxima muito da utopia.